# 肥披碱草
肥披碱草（学名：Elymus excelsus）是一种禾本科植物。这种植物在世界上主要分布在北半球的寒温带，中国的近邻蒙古、苏联、朝鲜、日本以及伊朗、土耳其等国都有分布。